# Megachile umatillensis
Megachile umatillensis är en biart som först beskrevs av Mitchell 1927.  Megachile umatillensis ingår i släktet tapetserarbin, och familjen buksamlarbin. Inga underarter finns listade i Catalogue of Life.